# 10831 Takamagahara
10831 Takamagahara este un asteroid din centura principală de asteroizi.

## Descriere
10831 Takamagahara este un asteroid din centura principală de asteroizi. A fost descoperit pe 15 noiembrie 1993 la Oohira de Takeshi Urata. Asteroidul prezintă o orbită caracterizată de o semiaxă mare de 2,59 ua, o excentricitate de 0,23 și o înclinație de 1,4° în raport cu ecliptica.